# Faramea stenocalyx
Faramea stenocalyx är en måreväxtart som beskrevs av Paul Carpenter Standley. Faramea stenocalyx ingår i släktet Faramea och familjen måreväxter. Inga underarter finns listade i Catalogue of Life.